# فيكي هولاند (متزلجة فنية)
فيكي هولاند (بالإنجليزية: Vicki Holland)‏ هي متزلجة فنية أسترالية، ولدت في 11 سبتمبر 1962 في سيدني في أستراليا.

## وصلات خارجية
- فيكي هولاند على موقع اللجنة الأولمبية الدولية (الإنجليزية)
- فيكي هولاند على موقع أوليمبيديا (الإنجليزية)